# Prince of Persia
Prince of Persia er titlen på et computerspilserie, bestående af adskillige spil til både PC, PlayStation 2, Xbox og Nintendo GameCube. Prince of Persia var oprindeligt en idé af Jordan Mechner.

## Spil i serien
- Prince of Persia (1989)
- Prince of Persia 2: The Shadow and the Flame (1993)
- Prince of Persia 3D (1999)
- Prince of Persia: The Sands of Time (2003)
- Prince of Persia: Warrior Within (2004)
- Prince of Persia: The Two Thrones (2005)
- Prince of Persia (2008)
- Prince of Persia: The Forgotten Sands (2010)

## Andre fortolkninger
- Lego Prince of Persia
- Prince of Persia: The Sands of Time